# Mohammed Salisu
Mohammed Salisu Abdul Karim (ur. 17 kwietnia 1999 w Akrze) – ghański piłkarz występujący na pozycji obrońcy w monakijskim klubie AS Monaco oraz w reprezentacji Ghany. 
Wychowanek Kumasi Barcelona Babies, w trakcie swojej kariery grał także w Realu Valladolid oraz Southempton.